# 免疫橋接
免疫橋接（immune-bridging），通常是在同一種疫苗產品，因製程、配方、接種方式有重大調整，或是計劃擴增其應用等原因時，執行比較性臨床試驗，用以支持疫苗產品的變更及使用。對於不同種疫苗產品，或作用機制不同的疫苗產品，則可在實驗室比較已有疫苗和開發中疫苗的中和抗體量，用以取代三期實驗結果。
新冠肺炎爆發後，數款疫苗以免疫橋接即使用免疫保護相關性指標（英語：immunological correlate of protection;ICP)，如有關抗體或T細胞的免疫分析，比較已有疫苗和開發中疫苗，取代三期臨床試驗結果，獲得緊急使用授權核准上市。